# Torre de Sydney
A Torre de Sydney, Austrália.
A Torre de Sydney (em inglês, Sydney Tower) localiza-se na cidade de Sydney, na Austrália.
Erguida entre 1975 e 1981, eleva-se a trezentos e nove metros de altura, constituíndo-se, atualmente, na trigésima oitava torre mais alta do mundo.
Foi construída sobre um shopping center e prédio de escritórios denominado Centrepoint, no coração da cidade, com acesso pelo Pitt Street Mall.
É uma das principais atrações turísticas da cidade. Possui dois restaurantes giratórios nos pavimentos inferiores e uma plataforma de observação, aberta ao público, no topo, a cerca de duzentos e cinquenta metros de altura.
Em dias claros, é possível visualisar praticamente toda a região metropolitana de Sydney do pavimento de observação. Recentemente recebeu mais uma atração, chamada Skywalk: uma via que permite que os visitantes possam "andar" sobre o telhado da torre e sobre uma plataforma com piso de vidro que permite-lhes ver a cidade duzentos e sessenta metros abaixo dos seus pés.